# Snydertown
Snydertown és una població dels Estats Units a l'estat de Pennsilvània. Segons el cens del 2010 tenia 339 habitants.

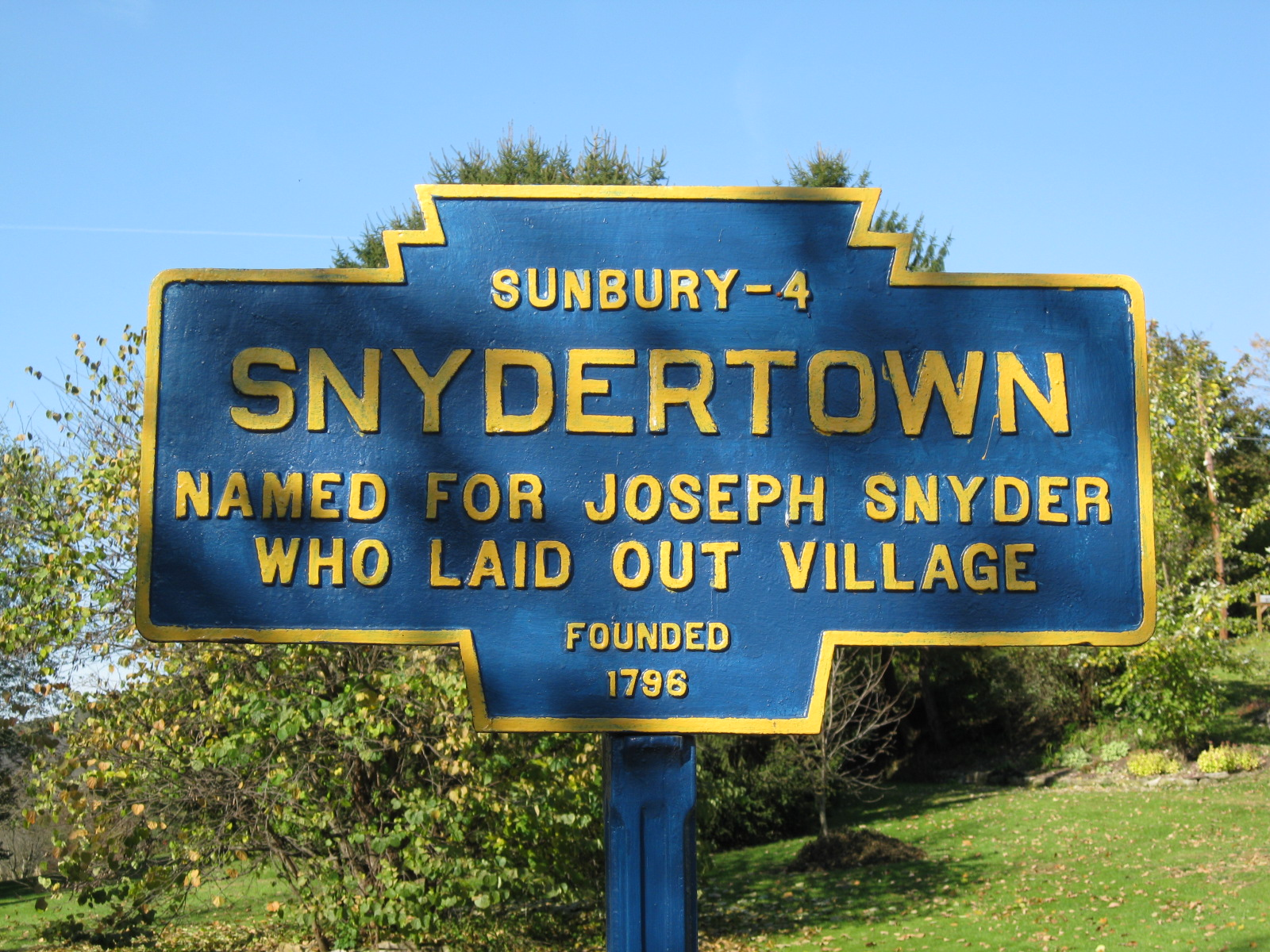

Godfrey Rockefeller va ser el primer propietari documentat a la zona. Les seves terres van passar a Joseph Snyder, que el 1798 va urbanitzar-lo i va donar el seu nom al poble que va ser constituït oficialment el 1871.
Segons el cens del 2000 tenia encara 357 habitants, 136 habitatges, i 99 famílies.